# Vedrana Klepica
Vedrana Klepica (Kutina, 4. listopada 1986.), hrvatska dramatičarka, dramaturginja i kazališna redateljica. 
Dramaturgiju na Akademiji dramske umjetnosti upisala je 2005. godine. Od 2009. profesionalno radi kao dramaturginja na produkcijima u HNK Zagreb, HNK Split, HNK Ivana pl. Zajca u Rijeci, kazalištu Mala scena, Kazalištu Kerempuh, Teatru &TD, na Eurokazu, Dubrovačkim ljetnim igrama itd. 
Kao dramatičarka debitira 2011. dramom Radio Kundera u režiji Helene Petković i izvedbi Teatra &TD iz Zagreba. Tekst je nastao po motivima romana Nepodnošljiva lakoća postojanja Milana Kundere. Iste godine praizvedena je njezina drama J.A.T.O u režiji Tanye Dickson i izvedbi MKA Theatre iz Melbourna, Australija. Jedna je od rijetkih hrvatskih dramatičarki koja je imala produkciju svog teksta u Australiji.
Godine 2012. po originalnoj ideji glumaca Romana Nikolića i Milice Manojlović piše dramu Nebo je sivo i vidi se ispušni dimnjak nekog tvorničkog postrojenja koju u režiji Franke Perković postavlja kazališna udruga KUFER. Iste godine preuzima vođenje te kazališne udruge zajedno s producenticom Petrom Glad. 
2013. godine počinje režirati vlastite dramske tekstove. Dramu Tragična smrt ekonomskog analitičara postavlja u produkciji KUFER-a i Teatra &TD, a 2017. godine režira dramu Bijeli bubrezi u produkciji Teatra &TD, koja gostuje iste godine u kazalištu Volkstheater u Beču na maloj sceni Volx/Margareten. Posljednja drama je postavljena i u Argentini u sklopu Međunarodnog festivala dramatike Europa + Amerika, te u Srbiji u Ateljeu 212 i u Francuskoj na festivalu ‘Regards croisés’. 
2018. godine piše dramu Naš odgoj koju u HNK Ivana pl. Zajca režira Renata Carola Gatica. 
2024. režira vlastiti dramski tekst Things that burn  easily u okviru projekta Stronger Peripheries: A Southern Coalition a u produkciji Ganz nova kultura promjene, Zagrebačkog centra za kulturu i mlade POGON, ARTEMREDE - Teatros Associados (PT).
Njezine drame prevedene su na desetak jezika, a neki od prijevoda su i objavljeni.

## Praizvedbe
- 2011. Radio Kundera, režija: Helena Petković, Teatar &TD, Zagreb (po Milanu Kunderi)
- 2011. J.A.T.O, režija: Tanya Dickson, MKA Theatre, Melbourne
- 2012. Nebo je sivo i vidi se ispušni dimnjak nekog tvorničkog postrojenja, režija: Franka Perković, KUFER, Zagreb
- 2013. Tragična smrt ekonomskog analitičara, režija: Vedrana Klepica, KUFER/Teatar &TD, Zagreb
- 2016. Idi negdje drugdje, režija: Helena Petković, KUFER/Kazalište KNAP, Zagreb
- 2016. Moby play (dio omnibusa What We Are Made Of), režija: Patrick J O'Reilly, Tinderbox Theatre Company, Belfast, Sjeverna Irska
- 2017. Bijeli bubrezi, režija: Vedrana Klepica, Teatar &TD, Zagreb
- 2018. Naš odgoj, režija: Renata Carola Gatica, HNK Ivana pl. Zajca, Rijeka
- 2019. Instructions for understanding multiannual plants (dio omnibusa Identity Europe), režija: Rafael Kohn, Deutsches Nationaltheater Weimar/Les Theatres de la Ville Luxembourg/Tak Theater Lichtenstein, Lihtenštajn
- 2019. Lepa Brena Project (dio omnibusa), režija: Vladimir Aleksić i Olga Dimitrijević, Schlachthaus Theater Bern/BITEF teatar, Beograd, Srbija
- 2020. Posljednje obraćanje usamljene gitare glazbenika i poduzetnika Miroslava Škore iz turbulentne godine predizborne izolacije (dio omnibusa Monovid-19), režija: Anica Tomić, ZKM
- 2020. Keinberg - mjesto koje nestaje, režija: Vedrana Klepica, Ganz Nove Perforacije, Zagreb
- 2021. Južina, režija: Aleksandar Švabić, Kazalište Marina Držića, Dubrovnik
- 2021. Tri žene, režija: Robert Raponja, Tigar teatar, Osječko ljeto kulture, Teatar Fort Forno
- 2022. Mileva, režija: Anica Tomić, Novi Sad – Evropska prestonica kulture 2022., Sterijino pozorje, Novi Sad, Narodno pozorište Sombor[1]
- 2022. Sveta Prada, režija: Sanja Mitrović, Bitef teatar[2]
- 2024. Things that burn easily, režija: Vedrana Klepica, Zagrebački centar za kulturu i mlade POGON, Ganz nova kultura promjene i ARTEMREDE - Teatros Associados, Portugal

## Broj kazališnih produkcija
Drame Vedrane Klepice izvođene su i u inozemstvu. 
| Zemlja                 | Broj produkcija |
| ---------------------- | --------------- |
| Hrvatska               | 11              |
| Srbija                 | 4               |
| Lihtenštajn            | 2               |
| Argentina              | 1               |
| Australija             | 1               |
| Sjeverna Irska         | 1               |
| UKUPAN BROJ PRODUKCIJA | 20              |